# Oberonia proudlockii
Oberonia proudlockii är en orkidéart som beskrevs av George King och Robert Pantling. Oberonia proudlockii ingår i släktet Oberonia och familjen orkidéer. Inga underarter finns listade i Catalogue of Life.